# 三村隆男
三村 隆男（みむら たかお、1953年 - ）は、日本の教育学者。早稲田大学教授。専門は、職業指導史研究、キャリア教育研究、米国キャリア教育研究。

## 来歴
1977年、埼玉大学教育学部卒業、埼玉県立栗橋高等学校教諭。1980年、埼玉県立与野高等学校教諭、1991年、埼玉県立蕨高等学校教諭。1996年、東洋大学大学院文学研究科修士課程（教育学専攻）修了。2000年、上越教育大学専任講師、2002年、同助教授。2004年、東洋大学大学院文学研究科博士後期課程（教育学専攻）退学。2008年、早稲田大学大学院教職研究科教授（- 2017年3月）、2012年、同研究科長（- 2016年8月）。2017年、早稲田大学大学院教育学研究科高度教職実践専攻教授。
学外では、日本キャリア教育学会会長、厚生労働省労働政策審議会能力開発分開会委員、日本スクールカウンセリング推進協議会などを務めた。

## 著書

### 単著
- 『キャリア教育入門　　その理論と実践のために』、実業之日本社、2004年
- 「学校教育への職業観・勤労観形成の導入過程における教科外活動の役割」『日本特別活動学会紀要』第12号、23-32頁、2004年
- 「少年職業紹介ニ関スル件　―依命通牒の学校生活から職業生活への移行支援における意義」、産業教育研究第33巻第2号、17-24、2003年
- 「わが国に少年職業指導創始期における職業指導論の展開　―大阪市立児童相談所の設立に焦点をあてて」、進路指導研究第23巻第1号、11-22、2005年

### 編著
- 『図解　はじめる小学校キャリア教育』、実業之日本社、2004年
- 『キャリア教育が小学校を変える！　沼津市立原東小学校の実践』、実業之日本社、2005年

### 訳書
- 「インターンシップが教育を変える　―教育者と雇用主はどのように協力したらよいか」、（共訳）、雇用問題研究会、2000年

## 受賞歴
- 2003年　日本進路指導協会賞受賞（日本進路指導協会）

## 新聞
- 読売新聞・朝刊・2005年12月2日「教育ルネサンス　仕事と進路　小学生から養う勤労観―三村隆男・上越教育大教授に聞く」